# Basket Zaragoza 2002
Il Basket Zaragoza 2002 S.A.D. è la principale società di pallacanestro maschile di Saragozza, in Aragona (Spagna).
I suoi colori sociali sono il bianco e il rosso e disputa le partite casalinghe al Pabellón Príncipe Felipe, che può ospitare circa 11.000 spettatori.

## Storia
Il Basket Zaragoza è stato fondato nel 2002 da un gruppo di imprenditori locali appassionati di pallacanestro. Il primo titolo conquistato dal club aragonese è stato la Copa Príncipe de Asturias.
Dopo dodici anni di assenza dalla massima serie, Saragozza viene promossa dalla Liga Española de Baloncesto il 9 maggio 2008, senza passare dai play-off come era avvenuto negli anni precedenti.

## Roster 2021-2022
Aggiornato al 15 aprile 2022.
|    | Naz.                                               | Ruolo | Sportivo                   | Anno | Alt. | Peso | Note |
| -- | -------------------------------------------------- | ----- | -------------------------- | ---- | ---- | ---- | ---- |
| 00 | Spagna (bandiera)                                  | P     | Rodrigo San Miguel         | 1985 | 186  | 88   |      |
| 0  | Stati Uniti (bandiera)                             | P     | Jordan Bone                | 1997 | 188  | 82   |      |
| 3  | Stati Uniti (bandiera)                             | G     | Sean Kilpatrick            | 1990 | 193  | 96   |      |
| 4  | Spagna (bandiera)                                  | AP    | Santiago Yusta             | 1997 | 201  | 84   |      |
| 5  | Stati Uniti (bandiera) · Nigeria (bandiera)        | A     | Stan Okoye                 | 1991 | 198  | 98   |      |
| 7  | Stati Uniti (bandiera) · Italia (bandiera)         | P     | Frankie Ferrari            | 1995 | 185  | 88   |      |
| 8  | Montenegro (bandiera) · Spagna (bandiera)          | A     | Dino Radončić              | 1999 | 202  | 102  |      |
| 9  | Belgio (bandiera)                                  | AG    | Hans Vanwijn               | 1995 | 205  | 93   |      |
| 10 | Stati Uniti (bandiera) · Montenegro (bandiera)     | P     | Omar Cook                  | 1982 | 185  | 86   |      |
| 12 | Stati Uniti (bandiera) · Costa d'Avorio (bandiera) | AG    | Deon Thompson              | 1988 | 204  | 111  |      |
| 15 | Nigeria (bandiera)                                 | C     | Christian Mekowulu         | 1995 | 205  | 107  |      |
| 21 | Polonia (bandiera)                                 | G     | Adam Waczyński             | 1989 | 199  | 96   |      |
| 22 | Spagna (bandiera)                                  | G     | Aleix Font                 | 1998 | 194  | 85   |      |
| 23 | Spagna (bandiera)                                  | AC    | Jaime Fernández Manzanares | 2000 | 206  | 95   |      |
| 32 | Islanda (bandiera)                                 | C     | Tryggvi Hlinason           | 1997 | 215  | 118  |      |
| 44 | Spagna (bandiera)                                  | P     | Javier García Sánchez      | 2001 | 185  |      |      |
|    | Cuba (bandiera)                                    | C     | Javier Justiz              | 1992 | 210  | 122  |      |

### Staff tecnico
| Allenatore: | Dragan Šakota                           |
| Assistente: | Aleix Duran, Sergio Lamúa, Ignacio Juan |

## Palmarès
- Liga LEB Oro: 2

2007-2008, 2009-2010
- Copa Príncipe de Asturias: 1

2004

## Cestisti
- Mario Fernández 2005-2006